# Том Сойер (мультфильм)
То́м Со́йер (англ. Tom Sawyer) — полнометражный мультипликационный фильм, выпущенный компанией Metro-Goldwyn-Mayer в 2000 году по мотивам повести Марка Твена «Приключения Тома Сойера».
В данном мультфильме задействованы антропоморфные персонажи (животные).

## Сюжет
Том Сойер (молодой кот) — непослушный, непоседливый ребёнок. Ему вечно хочется каких-то приключений, которые он со своим другом Геком Финном (лисёнок) постоянно находит.
Но однажды в школе, где учился Том, появилась новая ученица — Бекки Тэтчер (белая кошечка), в которую Том беззаветно влюбился. Подружка Тома (Эми Лоуренс) обижена на него, потому что они с Томом были помолвлены.
Приключения друзей разворачиваются подобно классическому произведению Марка Твена. Гек и Том ищут сокровища на кладбище, где становятся невольными свидетелями ограбления и убийства.
Так же как и в оригинальном романе, Том Сойер и Бекки Тэтчер попадают в пещеру и теряются в ней. Однако, в отличие от романа, путешествие в пещеру происходит в конце мультфильма; кроме того, в мультфильме Эми Лоуренс начинает дружить с Геком Финном, чего в оригинальном романе не было.

## Саундтрек
1. Suite From Tom Sawyer — Mark Watters

2. Leave Your Love Light On — Marty Stuart 

3. Never, Ever And Forever — Lee Ann Womack/Mark Wills

4. Injurin' Joe — Ray Stevens

5. One Dream — Lee Ann Womack/Alecia Elliott

6. Hook, Line & Sinker — Mark Nesler

7. Light At The End Of The Tunnel — Bryan White/Rebecca Lynn Howard

8. Friends For Life — Rhett Akins/Mark Wills

9. Can’t Keep A Country Boy Down (Tom’s Dream Sequence) — Charlie Daniels

10. Light At The End Of The Tunnel (Reprise) — Lee Ann Womack/Rhett Akins